# Scott McNealy
Scott G. McNealy (Columbus, Indiana, 13 de novembro de 1954) foi o presidente e CEO da Sun Microsystems, companhia que ele co-fundou em 1982 ao lado de Vinod Khosla, Bill Joy e Andy Bechtolsheim. Sun Microsystems, junto com companhias como Silicon Graphics, 3Com e Oracle Corporation, foi parte de uma segunda onda de empresas startup de sucesso no Silicon Valley, na Califórnia, durante o início e meio da década de 1980.
Diferentemente da maioria das pessoas envolvidas em empresas de alta tecnologia, Scott McNealy não vem do mundo de programadores amadores, hackers e cientistas da computação. Em vez disso, sua experiência é do mundo de negócios, tendo se graduado na Universidade de Harvard com um Bachelor of Arts em Economia. Concluiu seu mestrado (MBA) na Stanford Graduate School of Business. Na Universidade de Stanford, McNealy encontrou Khosla, Joy e Bechtolsheim e ajudou a fornecer a liderança organizadora e em negócios necessária à recém-formada Sun Microsystems. McNealy é um dos poucos CEOs das maiores corporações a estar no posto por mais de 20 anos.
McNealy é conhecido pela sua relação turbulenta com a adversária Microsoft e o fundador dela, Bill Gates, sobre quem ele regularmente faz comentários provocadores.

McNealy também é conhecido por ter dito (em 1999): You have zero privacy anyway, get over it. (Você tem privacidade zero de qualquer maneira, acostume-se com isso). 
Em 27 de Janeiro de 2010 a Sun Microsystems foi adquirida pela Oracle Corporation, numa transação de US$ 7,4 bilhões. Um mês depois ela foi fundida com a Oracle USA, Inc. para se tornar a Oracle America, Inc. Em 2010 McNealy ajudou a fundar e se juntou como presidente do conselho à empresa Waying, baseada em Denver. Também fundou a ONG focada em educação Curriki [(ver na Wikipedia em inglês)].